# Верпель
Верпе́ль (фр. Verpel) — коммуна во Франции, находится в регионе Шампань — Арденны. Департамент коммуны — Арденны. Входит в состав кантона Бюзанси. Округ коммуны — Вузье.
Код INSEE коммуны — 08470.
Коммуна расположена приблизительно в 200 км к востоку от Парижа, в 65 км северо-восточнее Шалон-ан-Шампани, в 50 км к югу от Шарлевиль-Мезьера.

## Население
Население коммуны на 2008 год составляло 89 человек.
| 1962 | 1968 | 1975 | 1982 | 1990 | 1999 | 2008 |
| ---- | ---- | ---- | ---- | ---- | ---- | ---- |
| 91   | 137  | 122  | 102  | 84   | 88   | 89   |

## Экономика
В 2007 году среди 50 человек в трудоспособном возрасте (15—64 лет) 32 были экономически активными, 18 — неактивными (показатель активности — 64,0 %, в 1999 году было 75,6 %). Из 32 активных работали 30 человек (18 мужчин и 12 женщин), безработными были 2 женщины. Среди 18 неактивных 6 человек были учениками или студентами, 5 — пенсионерами, 7 были неактивными по другим причинам.

## Достопримечательности
- Церковь Сен-Лоран[фр.]. Исторический памятник с 1846 года.[3]